# Michael Hatry
Michael Hatry (* 12. Dezember 1940 in Hamburg; † Juli 2024) war ein deutscher Autor und Dramaturg.

## Werdegang
Michael Hatry studierte Theaterwissenschaften, Germanistik und Publizistik und schloss mit einer Promotion über das Thalia Theater in Hamburg (1894–1915) ab. Er verfasste Hörspiele für den Westdeutschen Rundfunk und den Sender Freies Berlin. Als Dramaturg und Regisseur arbeitete er am Theater Ulm und an den Münchner Kammerspielen. Das in dieser Zeit entstandene Stück Die Notstandsübung wurde überregional wahrgenommen und diskutiert. Laut dem Autor vergegenwärtigte es die „Vorgeschichte und Ereignisse des 2. Juni 1967 in Berlin“ in einer an Peter Weiss geschulten Weise: „eine Handvoll Schauspieler [übt] sich in wechselnden Rollen; belegte Worte, Film-Dokumente, Beat-Schall und kabarettistische Kapriolen montierte Hatry ‚selbstverständlich tendenziös‘“, wie die Zeitschrift Der Spiegel 1968 schrieb. Hatry gehörte zu den Dramatikern, an die im Jahr 1991 das erstmals ausgelobte Nürnberger Autorenstipendium in der Sparte Theater vergeben wurde.
1971 veröffentlichte er den Geschichtenband „Aus lauter Liebe“, 1979 erschien der Kriminalroman „Ein Mann, ein Wort“. Ab 1981 verfasste Hatry Kinderbücher und Drehbücher für das Fernsehen, darunter für die Reihe „Tatort“ und für „Pumuckl“. 1991 dramatisierte er für die Württembergische Landesbühne Esslingen den Roman „Waiblingers Augen“ von Peter Härtling. Zusammen mit Susanna Partsch veröffentlichte er 2007 die Künstlerbiographie Ich will malen! Das Leben der Artemisia Gentileschi. Michael Hatry lebte zuletzt als freier Schriftsteller in München.